# Сёрфинг на летних Олимпийских играх 2020 — квалификация
В соревнованиях по сёрфингу на летних Олимпийских играх 2020 смогут принять участие 40 спортсменов (20 мужчин и 20 женщин), которые будут соревноваться за 2 комплекта наград. Каждая страна может быть представлена не более чем двумя спортсменами у каждого пола.

## Правила квалификации
Квоты будут распределены на следующих мероприятиях:
- Страна-хозяйка: Сборной Японии выделено по одной квоте у мужчин и женщин. Если хотя бы один японский сёрфингист квалифицируется по результатам отборочных соревнований, данное место перейдёт одному из лучших сёрфингистов по результатам мировых сёрф игр 2020 года.
- Мировая лига сёрфинга 2019 – 10 мужчин и 8 женщин с самым высоким рейтингом получат квоты на игры.
- Мировые сёрф игры 2019 – лучшие представители от четырёх регионов (Африка, Азия, Европа и Океания) получат по квоте на игры.
- Панамериканские игры 2019 – победители соревнований у мужчин и женщин получат по квоте.
- Мировые сёрф игры 2020 – 4 мужчины и 6 женщин с наилучшими результатами получат квоты на игры.

Квалификационные соревнования
| Соревнование               | Период                     | Место проведения |
| -------------------------- | -------------------------- | ---------------- |
| Панамериканские игры       | 30 июля — 4 августа 2019   | Лима             |
| Мировая лига сёрфинга 2019 | 3 апреля — 20 декабря 2019 | —                |
| Мировые сёрф игры 2019     | 7 — 15 сентября 2019       | Миядзаки         |
| Мировые сёрф игры 2020     | 2020                       |                  |

## Квалифицированные спортсмены

### Мужчины
| Соревнование                     | Квоты | Страна         | Спортсмен |
| -------------------------------- | ----- | -------------- | --------- |
| Страна-хозяйка                   | 1     | Япония         |           |
| Панамериканские игры 2019        | 1     | Перу           |           |
| Мировая лига сёрфинга 2019       | 2     |                |           |
| Мировая лига сёрфинга 2019       | 3     |                |           |
| Мировая лига сёрфинга 2019       | 4     |                |           |
| Мировая лига сёрфинга 2019       | 5     |                |           |
| Мировая лига сёрфинга 2019       | 6     |                |           |
| Мировая лига сёрфинга 2019       | 7     |                |           |
| Мировая лига сёрфинга 2019       | 8     |                |           |
| Мировая лига сёрфинга 2019       | 9     |                |           |
| Мировая лига сёрфинга 2019       | 10    |                |           |
| Мировая лига сёрфинга 2019       | 11    |                |           |
| Мировые сёрф игры 2019 — Азия    | 12    | Япония         |           |
| Мировые сёрф игры 2019 — Африка  | 13    | Марокко        |           |
| Мировые сёрф игры 2019 — Европа  | 14    | Португалия     |           |
| Мировые сёрф игры 2019 — Океания | 15    | Новая Зеландия |           |
| Мировые сёрф игры 2020           | 16    |                |           |
| Мировые сёрф игры 2020           | 17    |                |           |
| Мировые сёрф игры 2020           | 18    |                |           |
| Мировые сёрф игры 2020           | 19    |                |           |
| Мировые сёрф игры 2020           | 20    |                |           |
| Всего                            | 20    |                |           |

### Женщины
| Соревнование                     | Квоты | Страна         | Спортсмен |
| -------------------------------- | ----- | -------------- | --------- |
| Страна-хозяйка                   | 1     | Япония         |           |
| Панамериканские игры 2019        | 1     | Перу           |           |
| Мировая лига сёрфинга 2019       | 2     |                |           |
| Мировая лига сёрфинга 2019       | 3     |                |           |
| Мировая лига сёрфинга 2019       | 4     |                |           |
| Мировая лига сёрфинга 2019       | 5     |                |           |
| Мировая лига сёрфинга 2019       | 6     |                |           |
| Мировая лига сёрфинга 2019       | 7     |                |           |
| Мировая лига сёрфинга 2019       | 8     |                |           |
| Мировая лига сёрфинга 2019       | 9     |                |           |
| Мировые сёрф игры 2019 — Азия    | 10    | Япония         |           |
| Мировые сёрф игры 2019 — Африка  | 11    | ЮАР            |           |
| Мировые сёрф игры 2019 — Европа  | 12    | Израиль        |           |
| Мировые сёрф игры 2019 — Океания | 13    | Новая Зеландия |           |
| Мировые сёрф игры 2020           | 14    |                |           |
| Мировые сёрф игры 2020           | 15    |                |           |
| Мировые сёрф игры 2020           | 16    |                |           |
| Мировые сёрф игры 2020           | 17    |                |           |
| Мировые сёрф игры 2020           | 18    |                |           |
| Мировые сёрф игры 2020           | 19    |                |           |
| Мировые сёрф игры 2020           | 20    |                |           |
| Всего                            | 20    |                |           |